# Rimska cesta na Samoleču
Rimska cesta na predjelu imena Samoleč, arheološko nalazište na kojoj je rimska cesta, na području Grada Trilja, zaštićeno kulturno dobro,

## Povijest
Nastalo u 1. stoljeću. Arheološko nalazište - rimska cesta na predjelu Samoleč kod Trilja nalazi se između sela Biska i Vojnića, sjeverno od današnje županijske prometnice Bisko – Trilj. Dionica rimske ceste na predjelu Samoleč dio je cestovne mreže koja je povezivala Salonu sa zaleđem rimske provincije Dalmacije. Napuštajući Salonu preko Kliškog prijevoja (Klis – Grlo), ovaj komunikacijski pravac se pružao duž dugopoljske visoravni i kod zaselka Kapela odvajao od prometnice za veteransku koloniju Aequum (Čitluk kod Sinja) na sjeveroistok prema rimskom vojnom logoru Tilurium i važnom prometnom čvorištu mostu na rijeci Cetini Pons Tiluri (Trilj).Rimska prometnica na predjelu Samoleč prilagođena je konfiguraciji terena, na južnom dijelu je zavojita da bi zatim prema sjeveru slijedila pravolinijski pravac prema obližnjem rimskom vojnom logoru na Gardunu (Tilurium), odnosno mostu na rijeci Cetini (Pons Tiluri). Sačuvana je u dužini od oko 450 m, dok se njena širina uglavnom kreće u rasponu od 4 do 6 m. Na pojedinim dijelovima vidljivi su ostatci kaldrme s pripadajućim kamenim rubnicima i podzidama, te kolotraci (spurile) usječene u stijeni, razmak među njima je od 1,20 do 1,25 m. Može se pretpostaviti da je rimska prometnica na Samoleču bila u kontinuiranoj uporabi do 7. st. po Kr. kada se prodorom Hrvata, Slavena i Avara prekidaju komunikacijske linije Salone s neposrednim zaleđem.

## Zaštita
Pod oznakom Z-6894 zavedeno je kao nepokretno kulturno dobro - pojedinačno, pravna statusa zaštićena kulturnog dobra, klasificirano kao "arheološka baština ".